# L'Arriviste (film, 1924)
Pour les articles homonymes, voir L'Arriviste.
L’Arriviste est un film français muet, réalisé par André Hugon, sorti en 1924.

## Fiche technique
- Titre : L'Arriviste
- Réalisation : André Hugon
- Scénario d’après de roman de Félicien Champsaur
- Photographie : Daniel Quintin et Alfred Guichard
- Société de production : Films André Hugon
- Format : Noir et blanc - Film muet
- Longueur : 2 500 mètres
- Date de sortie : 19 septembre 1924

## Distribution
- Pierre Blanchar : Jacques de Mirande
- Jeanne Helbling : Marquisette
- Ginette Maddie : Renée Avril
- Camille Bert : l'inconnu
- Henri Baudin : Claude Barsac
- Gilbert Dalleu : le juge Chesnard
- Alexis Ghasne : Le président de la Cour d'Assises
- Jean d'Yd : l'avocat général
- Henri Deneyrieu : Le notaire
- Paul Jorge : L'abbé Bridoux
- Louis Monfils : Le président de la Chambre des députés
- Georges Deneubourg
- Max Charlier